# Systematyka wirusów
Klasyfikacja wirusów – niniejsza klasyfikacja wirusów zwierzęcych jest oparta na systemie przyjętym przez Międzynarodowy Komitet Taksonomii Wirusów w roku 2000.
Systematyka wirusów opiera się na zasadach tzw. uniwersalnego systemu taksonomii wirusów. Podstawowe jego cechy to:
- Nazwy rzędów mają przyrostek -virales w nazwie łacińskiej. W obrębie rzędów grupuje się rodziny o podobnej charakterystyce, różne od pozostałych rodzin i rzędów. Założeniem jest grupowanie rodzin o udowodnionym pochodzeniu monofiletycznym.
- Nazwy rodzin mają przyrostek -viridae w nazwie łacińskiej. Rodziny grupują rodzaje wirusów o współdzielonych właściwościach. Czasami rodziny są dzielone na podrodziny (przyrostek -virinae), co pozwala rozróżnić mniejsze grupy rodzajów.
- Nazwy rodzajów kończą się przyrostkiem -virus i grupują gatunki o określonych, wspólnych cechach.
- Gatunki wyróżnia się na podstawie kryteriów ekologicznych oraz sposobu replikacji.

Zalecenia dotyczące pisowni są następujące. Kursywą powinno wyróżniać się nazwy ustalone przez komitet, niezależnie od tego, czy są to nazwy łacińskie, czy angielskie. Z kolei nazwy nieprzyjęte oficjalnie, nawet jeśli występują w obiegu, powinny być pisane czcionką prostą. Dotyczy to wszystkich taksonów.
Poniżej podano taksonomię do rangi rodzaju. W przypadku wirusów o dużym znaczeniu, zwłaszcza medycznym, podano także nazwy gatunkowe.

## Wirusy dsDNA – zawierają dwuniciowyDNA
- - Rodzina: Ascoviridae
    -       - Rodzaj: Ascovirus

  - Rodzina: Asfarviridae
  - Rodzina: Baculoviridae (Bakulowirusy)
    -       - Rodzaj: Nucleopolyhedrovirus
      - Rodzaj: Granulovirus

  - Rodzina: Iridoviridae
    -       - Rodzaj: Iridovirus
      - Rodzaj: Chloriridovirus
      - Rodzaj: Ranavirus
      - Rodzaj: Lymphocystivirus

  - Rodzina: Herpesviridae (Herpeswirusy)
    - Podrodzina: Alphaherpesvirinae
      - Rodzaj: Simplexvirus (wirus opryszczki pospolitej)
        - Human herpesvirus 1 (HHV-1), ludzki herpeswirus typu 1, zwyczajowo Herpes simplex virus 1 (HSV-1) – wirus opryszczki pospolitej typu 1, herpeswirus typu 2
        - Human herpesvirus 2 (HHV-2), ludzki herpeswirus typu 2, zwyczajowo Herpes simplex virus 2 (HSV-2) – wirus opryszczki pospolitej typu 2, herpeswirus typu 2

      - Rodzaj: Varicellovirus
        - Human herpesvirus 3 (HHV-3), ludzki herpeswirus typu 3, zwyczajowo Varicella-zoster virus (VZV) – wirus ospy wietrznej-półpaśca

      - Rodzaj: „Marek's disease-like viruses”
      - Rodzaj: „ILTV-like viruses”

    - Podrodzina: Bethaherpesvirinae
      - Rodzaj: Cytomegalovirus
        - Human herpesvirus 5 (HHV-5), ludzki herpesvirus typu 5, zwyczajowo wirus cytomegalii, cytomegalowirus (CMV, HCMV)

      - Rodzaj: Muromegalovirus
      - Rodzaj: Roseolovirus
        - Human herpesvirus 6 (HHV-6), ludzki herpeswirus typu 6, zwyczajowo wirus rumienia nagłego typu 6
        - Human herpesvirus 7 (HHV-7), ludzki herpeswirus typu 7, zwyczajowo wirus rumienia nagłego typu 7

    - Podrodzina: Gammaherpesvirinae
      - Rodzaj: Lymphocryptovirus
        - Human herpesvirus 4 (HHV-4), ludzki herpesvirus typu 4, zwyczajowo wirus Epsteina-Barr (EBV)
        - Human herpesvirus 8 (HHV-8), ludzki herpesvirus typu 8

      - Rodzaj: Rhadinovirus

  - Rodzina: Adenoviridae (Adenowirusy)
    -       - Rodzaj: Mastadenovirus (Adenowirusy ssaków)
        - Human adenovirus A (HAdV-A), ludzki adenowirus A
        - Human adenovirus B (HAdV-B), ludzki adenowirus B
        - Human adenovirus C (HAdV-C), ludzki adenowirus C
        - Human adenovirus D (HAdV-D), ludzki adenowirus D
        - Human adenovirus E (HAdV-E), ludzki adenowirus E
        - Human adenovirus F (HAdV-F), ludzki adenowirus F

      - Rodzaj: Aviadenovirus (Adenowirusy ptaków)

  - Rodzina: Myoviridae (Fagi T-parzyste)
  - Rodzina: Siphoviridae (bakteriofag lambda)
  - Rodzina: Polyomaviridae (Poliomawirusy)
    -       - Rodzaj: Polyomavirus
        - Simian virus 40 (SV40)
        - BK polyomavirus (BKPyV), wirus BK
        - JC polyomavirus (JCPyV), wirus JC

  - Rodzina: Papillomaviridae (Papillomawirusy)
    -       - Rodzaj: Papillomavirus
        - Human papillomavirus, wirus brodawczaka ludzkiego

  - Rodzina: Poxviridae (Pokswirusy)
    - Podrodzina: Chordopoxvirinae
      - Rodzaj: Orthopoxvirus
        - Vaccinia virus (VACV), wirus krowianki
        - Variola virus (VARV), wirus ospy prawdziwej

      - Rodzaj: Parapoxvirus
      - Rodzaj: Avipoxvirus
      - Rodzaj: Capripoxvirus
      - Rodzaj: Leporipoxvirus
      - Rodzaj: Suipoxvirus
      - Rodzaj: Molluscipoxvirus
        - Molluscum contagiosum virus (MOCV), wirus mięczaka zakaźnego

      - Rodzaj: Yabapoxvirus

    - Podrodzina: Entomopoxvirinae
      - Rodzaj: Entomopoxvirus A
      - Rodzaj: Entomopoxvirus B
      - Rodzaj: Entomopoxvirus C

  - Rodzina: Polydnaviridae
    -       - Rodzaj: Ichnovirus
      - Rodzaj: Bracovirus

## Wirusy ssDNA – zawierają jednoniciowyDNA
- - Rodzina: Circoviridae
    -       - Rodzaj: Circovirus

  - Rodzina: Parvoviridae (Parwowirusy)
    - Podrodzina: Parvovirinae
      - Rodzaj: Parvovirus
        - B19 virus (B19V), zwyczajowo parwowirus B19

      - Rodzaj: Erythrovirus
      - Rodzaj: Dependovirus

    - Podrodzina: Densovirinae
      - Rodzaj: Densovirus
      - Rodzaj: Iteravirus
      - Rodzaj: Brevidensovirus

  - Rodzina: Inoviridae (Inowirusy)
    -       - Rodzaj: Inovirus
      - Rodzaj: Plectrovirus

  - Rodzina: Microviridae (Mikrowirusy)

## Wirusy używające odwrotnej transkryptazy
- - Rodzina: Hepadnaviridae (Hepadnawirusy)
    -       - Rodzaj: Orthohepadnavirus
        - Hepatitis B virus (HBV), wirus zapalenia wątroby typu B

      - Rodzaj: Avihepadnavirus

  - Rodzina: Retroviridae (Retrowirusy)
    -       - Rodzaj: Alpharetrovirus
      - Rodzaj: Betaretrovirus
      - Rodzaj: Gammaretrovirus
      - Rodzaj: Deltaretrovirus
        - Primate T-lymphotropic virus 1 (PTLV-1), zwyczajowo Human T-lymphotropic virus 1 (HTLV-1) – ludzki wirus T-limfotropowy typu 1
        - Primate T-lymphotropic virus 2 (PTLV-2), zwyczajowo Human T-lymphotropic virus 2 (HTLV-2) – ludzki wirus T-limfotropowy typu 2

      - Rodzaj: Epsilonretrovirus
      - Rodzaj: Lentivirus (Lentiwirusy)
        - Human immunodificiency virus 1 (HIV-1), ludzki wirus upośledzenia odporności typu 1
        - Human immunodificiency virus 2 (HIV-2), ludzki wirus upośledzenia odporności typu 2

      - Rodzaj: Spumavirus

  - Rodzina: Pseudoviridae
    -       - Rodzaj: Pseudovirus – tylko rośliny i drożdże, zapisany dla zachowania kompletności powyższej rodziny
      - Rodzaj: Hemivirus – zarówno bezkręgowce, jak i drożdże

  - Rodzina: Metaviridae
    -       - Rodzaj: Metavirus – rośliny i bezkręgowce
      - Rodzaj: Errantivirus

## Wirusy dsRNA – zawierają dwuniciowyRNA
- - Rodzina: Reoviridae (Reowirusy)
    -       - Rodzaj Orthoreovirus
      - Rodzaj Orbivirus (Orbiwirusy)
      - Rodzaj Rotavirus (Rotawirusy)
        - Rotavirus A (RV-A)
        - Rotavirus B (RV-B)

      - Rodzaj Coltivirus
        - Colorado tick fever virus (CTFV), wirus gorączki kleszczowej Kolorado

      - Rodzaj Aquareovirus
      - Rodzaj Cypovirus
      - Rodzaj Fijivirus – wyłącznie roślinne
      - Rodzaj Phytoreovirus – wyłącznie roślinne
      - Rodzaj Oryzavirus – wyłącznie roślinne

  - Rodzina: Birnaviridae
    -       - Rodzaj: Aquabirnavirus
      - Rodzaj: Avibirnavirus
      - Rodzaj: Entomobirnavirus

## Wirusy ssRNA(-) – zawierają jednoniciowyRNAo ujemnej polarności
- - Rodzina: Orthomyxoviridae (Ortomyksowirusy)
    -       - Rodzaj: Influenza A virus (FLUAV), zwyczajowo wirus grypy A
      - Rodzaj: Influenza B virus (FLUBV), zwyczajowo wirus grypy B
      - Rodzaj: Influenza C virus (FLUCV), zwyczajowo wirus grypy C
      - Rodzaj: Thogotovirus
- Rząd: Mononegavirales
  - Rodzina: Paramyxoviridae (Paramyksowirusy)
    - Podrodzina: Paramyxovirinae
      - Rodzaj: Respirovirus
        - Human parainfluenza virus 1 (HPIV-1), zwyczajowo wirus paragrypy typu 1
        - Human parainfluenza virus 3 (HPIV-3), zwyczajowo wirus paragrypy typu 3

      - Rodzaj: Morbillivirus
        - Measles virus (MEV) – wirus odry

      - Rodzaj: Rubulavirus
        - Mumps virus (MuV), zwyczajowo wirus nagminnego zapalenia ślinianek przyusznych (wirus świnki)

    - Podrodzina: Pneumovirinae
      - Rodzaj: Pneumovirus
        - Human respiratory syncytial virus (HRSV), zwyczajowo ludzki syncytialny wirus oddechowy (wirus RSV)

      - Rodzaj: Metapneumovirus

  - Rodzina: Rhabdoviridae (Rabdowirusy)
    -       - Rodzaj: Vesiculovirus
        - Vesicular stomatitis New Jersey virus (VSNJV), zwyczajowo wirus pęcherzykowatego zapalenia jamy ustnej

      - Rodzaj: Lyssavirus
        - Rabies virus (RABV), zwyczajowo wirus wścieklizny

      - Rodzaj: Ephemerovirus
      - Rodzaj: Novirhabdovirus
      - Rodzaj: Cytorhabdovirus – wyłącznie roślinny
      - Rodzaj: Nucleorhabdovirus – wyłącznie roślinny

  - Rodzina: Bornaviridae (Bornawirusy)
    -       - Rodzaj: Bornavirus
        - Borna disease virus (BDV) – wirus choroby Borna

  - Rodzina: Filoviridae (Filowirusy)
    -       - Rodzaj: Ebola-like viruses
        - Zaire Ebola virus – wirus Ebola

      - Rodzaj: Marburg-like viruses
        - Marburg virus – wirus Marburg

  - Rodzina: Bunyaviridae (Buniawirusy)
    -       - Rodzaj: Bunyavirus
      - Rodzaj: Hantavirus Hantawirusy – pod tym hasłem znajduje się opis poniższych gatunków
        - Hantaan virus (HTNV), zwyczajowo wirus Hantaan, wirus Hanta, hantawirus
        - Dobrava-Belgrad virus (DOBV), zwyczajowo wirus Dobrawa-Belgrad
        - Puumala virus (PUUV), zwyczajowo wirus Puumala
        - Seoul virus (SEOV), zwyczajowo wirus Seoul
        - Sin Nombre virus (SNV), zwyczajowo wirus Sin Nombre

      - Rodzaj: Nairovirus
      - Rodzaj: Phlebovirus
        - Rift Valley fever virus (RVFV), zwyczajowo wirus gorączki Doliny Rift

      - Rodzaj: Tospovirus

  - Rodzina: Arenaviridae (Arenawirusy)
    -       - Rodzaj: Arenavirus
        - Lassa virus (LASV), zwyczajowo wirus gorączki Lassa
        - Arenavirusy Nowego Świata
          - Junin virus (JUNV), zwyczajowo wirus Junin
          - Machupo virus (MACV), zwyczajowo wirus Machupo
          - Guanarito virus (GTOV), zwyczajowo wirus Guanarito
          - Sabia virus (SABV), zwyczajowo wirus Sabia

      - Rodzaj: Deltavirus
        - Hepatitis delta virus (HDV), zwyczajowo wirus zapalenia wątroby typu D

## Wirusy ssRNA(+) – zawierająRNAo dodatniej polarności
- - Rodzina: Picornaviridae (Pikornawirusy)
    -       - Rodzaj: Enterovirus
        - ludzkie enterowirusy (wirusy Coxsackie)
        - wirusy ECHO; echowirusy
        - Poliovirus, zwyczajowo wirus polio, poliowirus

      - Rodzaj: Rhinvirus (Rinowirusy)
        - Human rhinovirus A (HRV-A), zwyczajowo wirus przeziębienia typu A
        - Human rhinovirus B (HRV-B), zwyczajowo wirus przeziębienia typu B

      - Rodzaj: Hepatovirus
        - Hepatitis A virus (HAV), zwyczajowo wirus zapalenia wątroby typu A

      - Rodzaj: Cardiovirus
      - Rodzaj: Aphthovirus
        - Foot-and-mouth disease virus (FMDV) – wirus pryszczycy

      - Rodzaj: Parechovirus

  - Rodzina: Caliciviridae (Kaliciwirusy)
    -       - Rodzaj: Vesivirus
      - Rodzaj: Lagovirus
      - Rodzaj: Norwalk-like viruses
        - Norwalk virus (NV), zwyczajowo wirus Norwalk

      - Rodzaj: Sapporo-like viruses
        - Sapporo virus (SV), zwyczajowo wirus Sapporo

  - Rodzina: Astroviridae (Astrowirusy)
    -       - Rodzaj: Astrovirus
        - Human astrovirus (HastV), zwyczajowo ludzki astrowirus

  - Rodzina: Nodaviridae
    -       - Rodzaj: Alphanodavirus
      - Rodzaj: Betanodavirus

  - Rodzina: Tetraviridae
    -       - Rodzaj: Betatetravirus
      - Rodzaj: Omegatetravirus
- Rząd:  Nidovirales
  - Rodzina Coronaviridae (Koronawirusy)
    -       - Rodzaj: Coronavirus
      - Rodzaj: Torovirus

  - Rodzina: Togaviridae (Togawirusy)
    -       - Rodzaj: Alphavirus
      - Rodzaj: Rubivirus
        - Rubella virus (RUBV), zwyczajowo wirus różyczki

  - Rodzina: Flaviviridae (Flawiwirusy)
    -       - Rodzaj: Flavivirus
        - Tick-borne encephalitis virus (TBEV), zwyczajowo wirus kleszczowego zapalenia mózgu
        - Yellow fever virus (YFV), zwyczajowo wirus żółtej gorączki, wirus żółtej febry
        - Dengue virus (DENV), zwyczajowo wirus dengi
        - West Nile virus (WNV), zwyczajowo wirus gorączki Zachodniego Nilu

      - Rodzaj: Pestivirus
      - Rodzaj: Hepacivirus
        - Hepatitis C virus (HCV), zwyczajowo wirus zapalenia wątroby typu C

  - Rodzina: Arterivirdae
    -       - Rodzaj: Arterivirus

## Systematyka wedługICTV(2013)[1]
Rząd Caudovirales
Rodzina Myoviridae
Rodzina Podoviridae
Rodzina Siphoviridae
Rząd Herpesvirales
Rodzina Alloherpesviridae
Rodzina Herpesviridae
Rodzina Malacoherpesviridae
Rząd Ligamenvirales
Rodzina Lipothrixviridae
Rodzina Rudiviridae
Rząd Mononegavirales
Rodzina Bornaviridae
Rodzina Filoviridae
Rodzina Nyamiviridae
Rodzina Paramyxoviridae
Rodzina Rhabdoviridae
Rząd Nidovirales
Rodzina Arteriviridae
Rodzina Coronaviridae
Rodzina Mesoniviridae
Rodzina Roniviridae
Rząd Picornavirales
Rodzina Dicistroviridae
Rodzina Iflaviridae
Rodzina Marnaviridae
Rodzina Picornaviridae
Rodzina Secoviridae
2 rodzaje incertae sedis
Rząd Tymovirales
Rodzina Alphaflexiviridae
Rodzina Betaflexiviridae
Rodzina Gammaflexiviridae
Rodzina Tymoviridae
rodziny incertae sedis (77)
Rodzina Adenoviridae
Rodzina Alphatetraviridae
Rodzina Alvernaviridae
Rodzina Amalgaviridae
Rodzina Ampullaviridae
Rodzina Anelloviridae
Rodzina Arenaviridae
Rodzina Ascoviridae
Rodzina Asfarviridae
Rodzina Astroviridae
Rodzina Avsunviroidae
Rodzina Baculoviridae
Rodzina Barnaviridae
Rodzina Benyviridae
Rodzina Bicaudaviridae
Rodzina Bidnaviridae
Rodzina Birnaviridae
Rodzina Bromoviridae
Rodzina Bunyaviridae
Rodzina Caliciviridae
Rodzina Carmotetraviridae
Rodzina Caulimoviridae
Rodzina Chrysoviridae
Rodzina Circoviridae
Rodzina Clavaviridae
Rodzina Closteroviridae
Rodzina Corticoviridae
Rodzina Cystoviridae
Rodzina Endornaviridae
Rodzina Flaviviridae
Rodzina Fuselloviridae
Rodzina Geminiviridae
Rodzina Globuloviridae
Rodzina Guttaviridae
Rodzina Hepadnaviridae
Rodzina Hepeviridae
Rodzina Hypoviridae
Rodzina Hytrosaviridae
Rodzina Inoviridae
Rodzina Iridoviridae
Rodzina Leviviridae
Rodzina Luteoviridae
Rodzina Marseilleviridae
Rodzina Megabirnaviridae
Rodzina Metaviridae
Rodzina Microviridae
Rodzina Mimiviridae
Rodzina Nanoviridae
Rodzina Narnaviridae
Rodzina Nimaviridae
Rodzina Nodaviridae
Rodzina Nudiviridae
Rodzina Ophioviridae
Rodzina Orthomyxoviridae
Rodzina Papillomaviridae
Rodzina Partitiviridae
Rodzina Parvoviridae
Rodzina Permutotetraviridae
Rodzina Phycodnaviridae
Rodzina Picobirnaviridae
Rodzina Plasmaviridae
Rodzina Polydnaviridae
Rodzina Polyomaviridae
Rodzina Pospiviroidae
Rodzina Potyviridae
Rodzina Poxviridae
Rodzina Pseudoviridae
Rodzina Quadriviridae
Rodzina Reoviridae
Rodzina Retroviridae
Rodzina Spiraviridae
Rodzina Tectiviridae
Rodzina Togaviridae
Rodzina Tombusviridae
Rodzina Totiviridae
Rodzina Turriviridae
Rodzina Virgaviridae
rodzaje incertae sedis (15)